# El-Farouk Khaki
El-Farouk Khaki (sinh ngày 26 tháng 10 năm 1963) là một người Canada Shia gốc Tanzania, là một luật sư tị nạn và nhập cư, đồng thời là nhà hoạt động nhân quyền về các vấn đề bao gồm bình đẳng giới, khuynh hướng tình dục và Hồi giáo tiến bộ. Ông là ứng cử viên của Đảng Dân chủ Mới cho Hạ viện trong cuộc điều hành Toronto Centre trong cuộc bầu cử sơ bộ ngày 17 tháng 3 năm 2008. Khaki đứng thứ hai với 13,8% phiếu bầu.

## Tiểu sử
Ông sinh ra ở Tanzania, mà gia đình ông đã chạy trốn vào năm 1971 để thoát khỏi cuộc đàn áp chính trị. Cha mẹ ông đến Canada năm 1974 và định cư tại Vancouver, nơi Khaki lớn lên. Ông có bằng luật của Đại học British Columbia trước khi chuyển đến Ottawa năm 1988 và đã sống và làm việc tại Toronto từ năm 1989. Ông làm nhân viên chính trị tại Queen's Park cho đến năm 1993 khi anh ta rời đi để thiết lập hành nghề pháp lý của mình. Khaki là thành viên của Hiệp hội Luật pháp Thượng Canada và đã hành nghề tư nhân từ năm 1993. Vào ngày 26 tháng 6 năm 2014, ông kết hôn với người bạn đời lâu năm là Troy Jackson.